# Institut andalou du patrimoine historique
L'Institut andalou du patrimoine historique (IAPH) (en espagnol Instituto Andaluz del Patrimonio Histórico) est, depuis 1989, l'organe scientifique du ministère andalou de l'Éducation, de la Culture et des Sports chargé du patrimoine culturel andalou. C'est un organisme public qui s'occupe de tout ce qui concerne le patrimoine culturel : recherche sur le patrimoine historique, documentation, conservation des biens culturels, restauration du patrimoine, diffusion et formation...
L'IAPH est enregistré officiellement dans le « Système andalou de la connaissance » (Sistema Andaluz del Conocimiento) pour jouer un rôle déterminant dans la production scientifique et le travail de transfert de connaissances au tissu productif andalou et à la société en général.
L'IAPH est présent dans les réseaux nationaux et internationaux pour son implication théorique, son innovation technologique et pour son engagement en faveur des patrimoines émergents, comme les paysages culturels, le patrimoine industriel, le patrimoine contemporain ou l'archéologie subaquatique.

### Sources
- (es) Cet article est partiellement ou en totalité issu de l’article de Wikipédia en espagnol intitulé « Instituto Andaluz del Patrimonio Histórico » (voir la liste des auteurs).